# 최여진
최여진(1983년 7월 27일~)은 대한민국의 배우이다.

## 출연 작품

### KBS
- 2004년 KBS2 미니시리즈 《미안하다, 사랑한다》 ... 문지영 역
- 2006년 KBS2 미니시리즈 《투명인간 최장수》 ... 조현수 역
- 2012년 KBS2 미니시리즈 《드림하이 2》 ... 안태연 역
- 2016년 KBS2 수목드라마 《공항 가는 길》 ... 송미진 역
- 2017년 KBS2 월화드라마 《저글러스》 ... 사장 비서 역
- 2018년 KBS2 월화드라마 《러블리 호러블리》 ... 기은영 역
- 2021년 KBS2 일일드라마 《미스 몬테크리스토》 ... 오하라 역

### 타 방송사
- 2005년 SBS 드라마 스페셜 《건빵선생과 별사탕》 ... 노젬마 역
- 2006년 MBC 단막극 《MBC 베스트극장 - 우리들의 크리스마스》 ... 경진 역
- 2007년 SBS 드라마 스페셜 《외과의사 봉달희》 ... 조아라 역
- 2007년 SBS 주말극장 《황금신부》 ... 옥지영 역
- 2008년 MBC 미니시리즈 《내 여자》 ... 장태희 역
- 2009년 SBS 미니시리즈 《드림》 ... 장수진 역
- 2010년 MBC 일일시트콤 《볼수록 애교 만점》 ... 임여진 역
- 2011년 tvN 미니시리즈 《로맨스가 필요해》 ... 박서연 역
- 2012년 JTBC 미니시리즈 《친애하는 당신에게》 ... 백인경 역
- 2013년 SBS 주말 특별기획 《돈의 화신》 ... 전지후 역
- 2014년 tvN 미니시리즈 《응급남녀》 ... 심지혜 역
- 2014년 tvN 미니시리즈 《일리있는 사랑》 ... 장희수 역
- 2015년 Mnet 목요드라마 《더 러버》 ... 최진녀 역
- 2015년 E채널 & 드라마큐브 일요드라마 《라이더스: 내일을 잡아라》 ... 고태라 역
- 2017년 MBC 예능드라마 《보그맘》 ... 부티나 역

### 영화 출연
- 《연애술사》(2005년)
- 《공필두》 : 중국집 배달 소녀 역
- 《서울공략》 : 최선아 역
- 《싸움의 기술》(이상 2006년.) : 영애 역
- 《소년 감독》(2008년) : 조교 역
- 《돼지 같은 여자》(2015년) : 유자 역
- 《용순》(2017년) : 영어선생 역
- 《딥》(2018년) : 희진 역
- 《피원에이치: 새로운 세계의 시작》(2020년)  : 댄스사부 역

### 광고 출연
- 매직스 (2007년)
- 켈로그 곡물이야기(2007년)
- 모토로라 레이저 룩(2009년)
- 롯데칠성음료 핫식스 (2013년)

### KBS
- 《해피선데이 여걸식스》 (2005년, KBS2) 종료
- 《레이디 액션》 (2015년, KBS2) 종료
- 《수상한 휴가》 (2016년, KBS2) 종료
- 《출발드림팀 시즌 2》 (2016년, KBS2) 종료
- 《천상의 컬렉션》 (2017년, KBS1) 종료

### 타방송사
- 《댄싱 위드 더 스타 시즌 2》 (2012년, MBC) 종료
- 《SNL 코리아》 (2013년, tvN) 종료
- 《건강보감 리턴즈》 (2014년, MBC) 종료
- 2014년 SBS 《런닝맨》 - 게스트 출연 (213회, 2014년 9월 21일 방송분)
- 《마이 리틀 텔레비전》 (2015년, MBC) 종료
- 《헤드라이너》 (2015년, Mnet) 종료
- 《우리 오빠 쇼》 (2016년, MBC Every1) 종료
- 《정글의 법칙》 (2016년, SBS) 종료
- 《풍문으로 들었쇼》 (2016년, 채널A) 종료
- 《10살 차이》 (2017년, tvN) 종료
- 《비행소녀》 (2017년 ~ 2018년, MBN)
- 《아는형님》 (2020년, JTBC)
- 2020년 SBS 《런닝맨》 - 게스트 출연 (527회, 2020년 11월 1일 방송분)
- 2021년 SBS 《골 때리는 그녀들》 - 고정출연
- 2021년 TV조선 《식객 허영만의 백반기행》 - 게스트 (128회)
- 2022년 MBC 《심야괴담회》- 49회
- 2022년 SBS 《연애는 직진》- 진행
- 2023년 SBS 《신발 벗고 돌싱포맨》- 95회
- 2024년 MBC 《생방송 행복드림 로또 6/45》- 1121회
- 2025년 SBS 《동상이몽 2 - 너는 내 운명)》 - 382회 (2025년 3월 31일 방송분)

### 뮤직비디오 출연
- 엠씨 더 맥스 - 행복하지 말아요, 이별이라는 이름 (2004년)
- Placebo Effect - Love Effect (2006년)
- 왁스 - 전화 한 번 못하니 (2009년)
- 브라이언 - 내 여자 (Featuring 슈프림팀) (2009년)

## 수상 및 후보
| 연도 | 시상식                                 | 부문                      | 작품                      | 결과 |
| ---- | -------------------------------------- | ------------------------- | ------------------------- | ---- |
| 2001 | 중앙일보 주최 캐나다 슈퍼모델 선발대회 | 입상                      | 빈칸                      | 수상 |
| 2007 | SBS 연기대상                           | 뉴스타상                  | 외과의사 봉달희, 황금신부 | 수상 |
| 2008 | 제1회 대한민국 주얼리 어워드           | 사파이어상                | 빈칸                      | 수상 |
| 2010 | MBC 방송연예대상                       | 코미디 부문 여자 우수상   | 볼수록 애교만점           | 수상 |
| 2012 | MBC 댄싱 위드 더 스타 시즌2            | 우승                      | 빈칸                      | 수상 |
| 2017 | MBC 방송연예대상                       | 쇼 시트콤부문 여자 우수상 | 보그맘                    | 후보 |